# Liste der Kulturdenkmale in Rödgen (Delitzsch)
In der Liste der Kulturdenkmale in Rödgen sind die Kulturdenkmale des Delitzscher Ortsteils Rödgen verzeichnet, die bis April 2020 vom Landesamt für Denkmalpflege Sachsen erfasst wurden (ohne archäologische Kulturdenkmale). Die Anmerkungen sind zu beachten.
Diese Aufzählung ist eine Teilmenge der Liste der Kulturdenkmale in Delitzsch.

## Rödgen
| Bild                                    | Bezeichnung                                                                                     | Lage                         | Datierung                                                      | Beschreibung | ID       |
| --------------------------------------- | ----------------------------------------------------------------------------------------------- | ---------------------------- | -------------------------------------------------------------- | --- | -------- |
| Direkt Bild zu diesem Denkmal hochladen | Wohnhaus, zwei Seitengebäude sowie Toranlage (Torpfeiler und Pforte) eines Bauernhofes          | Am Rödgener Anger 12 (Karte) | Um 1900                                                        | Relativ ungestört erhaltenes Gehöft im Dorfkern, ortsbildprägende gründerzeitliche Klinkerbauten, baugeschichtlich von Bedeutung. Wohnhaus mit zwei Geschossen, giebelständig, Satteldach, im Giebel leider liegendes Fenster eingebaut, ansonsten jedoch relativ ungestört mit schlichter Gliederung erhalten. | 08971830 |
| Direkt Bild zu diesem Denkmal hochladen | Scheune eines Dreiseithofes                                                                     | Am Rödgener Anger 15 (Karte) | Ende 19. Jahrhundert                                           | Ein den Ort nach außen abschließender Ziegelbau, wirtschaftsgeschichtlich von Bedeutung. Wohnhaus und Reste des Hofes keine Denkmale. Dachdeckung der Scheune neu. | 08971826 |
| Direkt Bild zu diesem Denkmal hochladen | Auszugshaus eines Bauernhofes                                                                   | Am Rödgener Anger 19 (Karte) | 19. Jahrhundert                                                | Straßenbildprägender Bestandteil des Dorfkernes, Erdgeschoss Lehm, Obergeschoss Fachwerk, baugeschichtlich von Bedeutung. Besteht aus zwei zusammenhängenden Teilen, vorderer Teil zwei Geschosse mit Satteldach, anschließender Teil ein Geschoss aus Lehm. | 08971824 |
| Direkt Bild zu diesem Denkmal hochladen | Wohnhaus, drei Seitengebäude, Scheune und Toreinfahrt eines Vierseithofes                       | Am Rödgener Anger 21 (Karte) | 19. Jahrhundert                                                | Geschlossen erhaltener ortsbildprägender Vierseithof, Wohnhaus Lehmbau mit Giebelwand als Klinkerfassade, Lehmscheune, baugeschichtlich von Bedeutung. - Wohnhaus: zwei Geschosse, Fachwerkbau verputzt, an Giebelseite Klinkerfassade vorgeblendet, neue Fenster, bewegter Dachstuhl, neue Dachdeckung - Scheune: aus Lehm - Ställe und Nebengebäude: teilweise aus Lehm, teils Klinker, zum Teil mit sehr bewegtem Dachstuhl, kleines straßenseitiges Nebengebäude mit Fachwerk                          | 08971822 |
| Direkt Bild zu diesem Denkmal hochladen | Wohnhaus, Scheune, zwei Seitengebäude und Toranlage (Torpfeiler und Pforte) eines Vierseithofes | Am Rödgener Anger 23 (Karte) | Um 1900                                                        | Gut erhaltener ortsbildprägender Bauernhof, gründerzeitliche Klinkerbauten, Lehmscheune, baugeschichtlich von Bedeutung. - Wohnhaus: zwei Geschosse, gelbe Klinker mit roter Bänderung, Fenster im Obergeschoss neu, ansonsten original, Satteldach - Scheune: aus Lehm mit Satteldach und bewegtem Dachstuhl - Stall: wie Wohnhaus aus gelben und roten Klinkern | 08971821 |
| Direkt Bild zu diesem Denkmal hochladen | Seitengebäude und Scheune eines Vierseithofes                                                   | Im grünen Viertel 6 (Karte)  | 19. Jahrhundert                                                | Ungestört erhaltene, ortstypische Bestandteile einer Hofanlage, Lehmbauten, baugeschichtlich von Bedeutung. Alle Gebäude mit Lehm-Erdgeschoss, bewegte Dachstühle, Giebel aus Backstein, Natursteinsockel, Stampflehm, Traufe mit Lehm ausgestopft. | 08971819 |
| Direkt Bild zu diesem Denkmal hochladen | Wohnhaus, Seitengebäude und Scheune eines Dreiseithofes                                         | Kahlhausen 12 (Karte)        | 18. Jahrhundert                                                | Alte Ortslage Kahlhausen, relativ ungestört erhaltener Dreiseithof in Lehmbauweise, als eine der ältesten Hofanlagen im Ort baugeschichtlich und ortsentwicklungsgeschichtlich bedeutend. - Wohnhaus: ein Geschoss, verputzter Lehmbau, teils Lehmwellerwände, teils Lehmziegel, sehr dicke Wand, giebelständig, Schleppdach, im Erdgeschoss zwei vergrößerte Fenster, ansonsten ungestört erhaltener, bewegter Dachstuhl - Stallgebäude und Scheune: überwiegend mit Lehm - Scheune: mit Bruchsteinsockel | 08971827 |
| Direkt Bild zu diesem Denkmal hochladen | Seitengebäude und Scheune eines Bauernhofes                                                     | Kahlhausen 18 (Karte)        | 19. Jahrhundert (Seitengebäude); bezeichnet mit 1900 (Scheune) | Alte Ortslage Kahlhausen, gut erhaltene Bestandteile eines ortstypischen Dreiseithofes, zum Teil Lehmbauten, baugeschichtlich von Bedeutung. - Stall: Natursteinsockel, Lehm, Satteldach - Wohnhaus und weitere Nebengebäude: keine Denkmale | 08971828 |

## Tabellenlegende
- Bild: Bild des Kulturdenkmals, ggf. zusätzlich mit einem Link zu weiteren Fotos des Kulturdenkmals im Medienarchiv Wikimedia Commons. Wenn man auf das Kamerasymbol klickt, können Fotos zu Kulturdenkmalen aus dieser Liste hochgeladen werden:
- Bezeichnung: Denkmalgeschützte Objekte und ggf. Bauwerksname des Kulturdenkmals
- Lage: Straßenname und Hausnummer oder Flurstücknummer des Kulturdenkmals. Die Grundsortierung der Liste erfolgt nach dieser Adresse. Der Link (Karte) führt zu verschiedenen Kartendiensten mit der Position des Kulturdenkmals. Fehlt dieser Link, wurden die Koordinaten noch nicht eingetragen. Sind diese bekannt, können sie über ein Tool mit einer Kartenansicht einfach nachgetragen werden. In dieser Kartenansicht sind Kulturdenkmale ohne Koordinaten mit einem roten bzw. orangen Marker dargestellt und können durch Verschieben auf die richtige Position in der Karte mit Koordinaten versehen werden. Kulturdenkmale ohne Bild sind an einem blauen bzw. roten Marker erkennbar.
- Datierung: Baubeginn, Fertigstellung, Datum der Erstnennung oder grobe zeitliche Einordnung entsprechend des Eintrags in der sächsischen Denkmaldatenbank
- Beschreibung: Kurzcharakteristik des Kulturdenkmals entsprechend des Eintrags in der sächsischen Denkmaldatenbank, ggf. ergänzt durch die dort nur selten veröffentlichten Erfassungstexte oder zusätzliche Informationen
- ID: Vom Landesamt für Denkmalpflege Sachsen vergebene, das Kulturdenkmal eindeutig identifizierende Objekt-Nummer. Der Link führt zum PDF-Denkmaldokument des Landesamtes für Denkmalpflege Sachsen. Bei ehemaligen Kulturdenkmalen können die Objektnummern unbekannt sein und deshalb fehlen bzw. die Links von aus der Datenbank entfernten Objektnummern ins Leere führen. Ein ggf. vorhandenes Icon  führt zu den Angaben des Kulturdenkmals bei Wikidata.